# Barbarine (race ovine)
Pour les articles homonymes, voir Barbarine.
La Barbarine est une race ovine répandue dans la totalité de la Tunisie, à l'exception du Sud. Généralement blanche à têtes et pattes foncées, elle se caractérise par sa rusticité et par une grosse queue.

## Histoire
Elle est apparentée au Barbarin tunisien, lequel est apparenté au Barbarin du Moyen-Orient, et au Barbarin d'Asie.
Dans les années 1950 et 1960, elle est métissée avec la race Sarde, mais ce croisement entraîne une dépigmentation, et la rend beaucoup plus sensible aux effets du millepertuis.

## Description
- Couleur : blanche pour le corps, brune ou noire pour la tête et les pattes[2] ;
- Toison : couvre le corps sauf la tête et le corps, avec une mèche carrée ;
- Poids : 60 à 70 kilos pour le bélier, et 40 à 50 kilos pour la brebis[2] ;
- Cornes : développées chez le mâle, inexistantes chez la femelle ;
- Queue : de 1 à 2 kilos et de 3 à 4 kilos après engraissement.

## Aptitudes
Cette race bouchère est destinée principalement à la fête de l'Aïd al-Adha, célébrée par les musulmans. Elle a une puissance digestive remarquable, d'où un engraissement rapide.
La Barbarine est caractérisée par une capacité d'adaptation aux conditions climatiques défavorables, lui permettant de brouter des espaces dégradés et de pâturer dans des conditions de chaleur extrême. Rustique, elle présente aussi une grosse queue, qui la différencie de la race Queue fine de l'Ouest.
Elle utilise bien les pâturages maigres des dunes du Grand Erg oriental.

## Diffusion de l'élevage
Elle représente 60 % du cheptel tunisien total en 2008 ; voire environ les deux tiers. Cette race se rencontre dans toute la Tunisie, à l'exception de l'extrême Sud.